# نها شارما
نها شارما (انگلیسی: Neha Sharma؛ زادهٔ ۲۱ نوامبر ۱۹۸۷) یک مدل و هنرپیشه اهل هند است. وی از سال ۲۰۰۷ میلادی تاکنون مشغول فعالیت بوده‌است.
از فیلم‌ها یا برنامه‌های تلویزیونی که وی در آن نقش داشته‌است می‌توان به کلاهبردار، دیوانه روانی عاشق ۲، چقدر باحال هستیم ۲، داستان تو و من، بدون تو ۲، سرزمین جوانان و یوزپلنگ اشاره کرد.